# Demobord

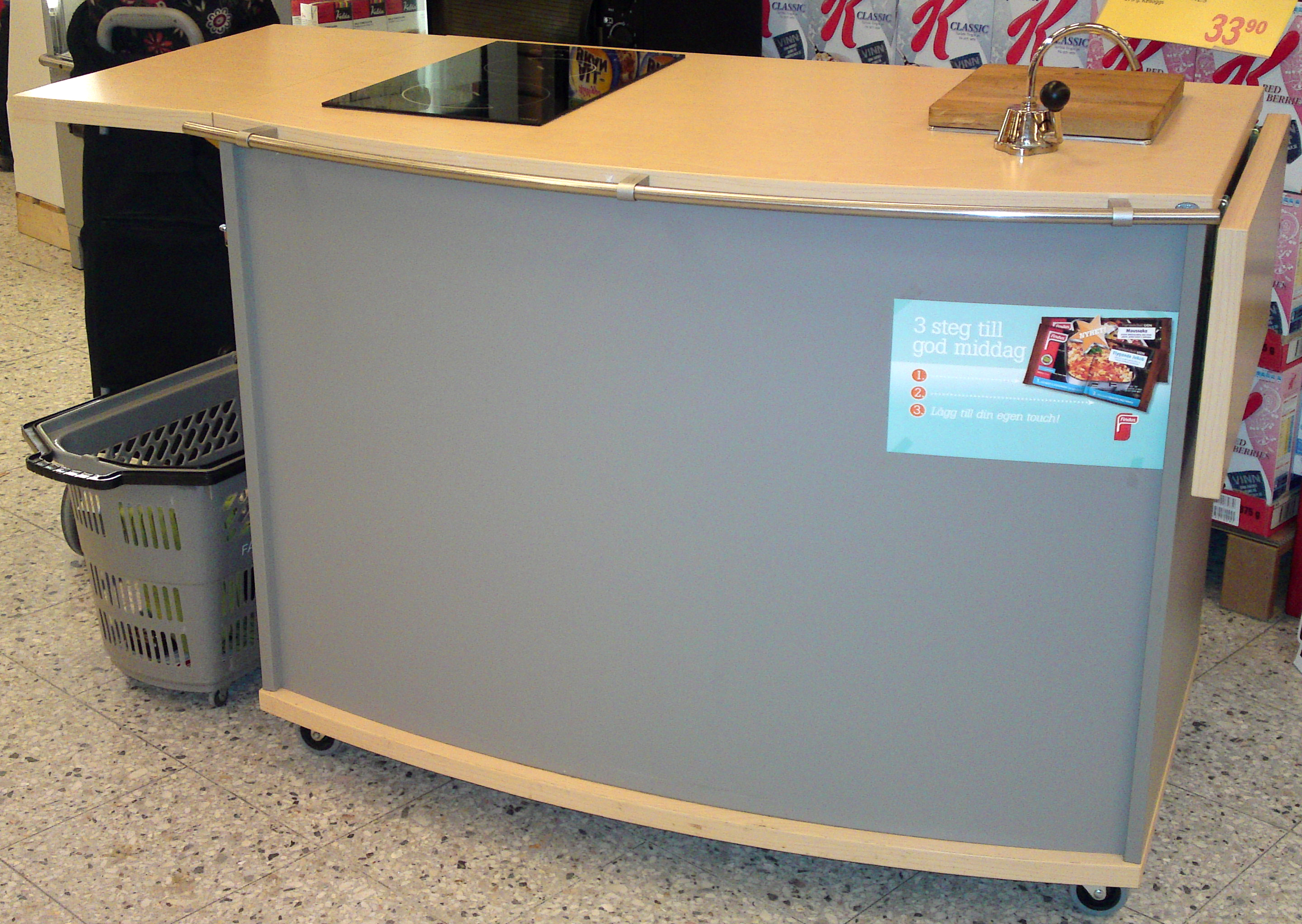
Demobord på hjul med klaffar, spis och slask.

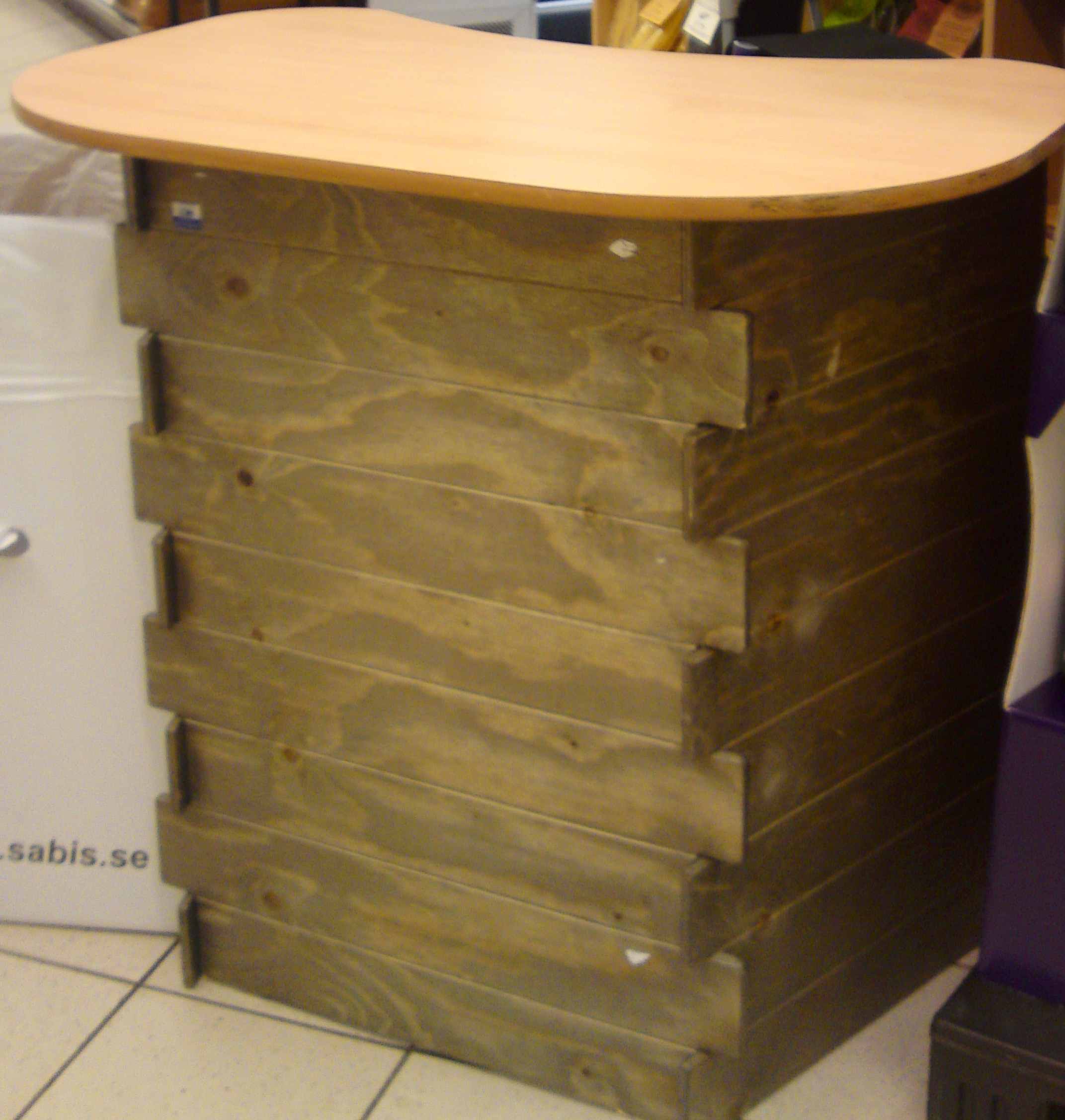
Delbart demobord.

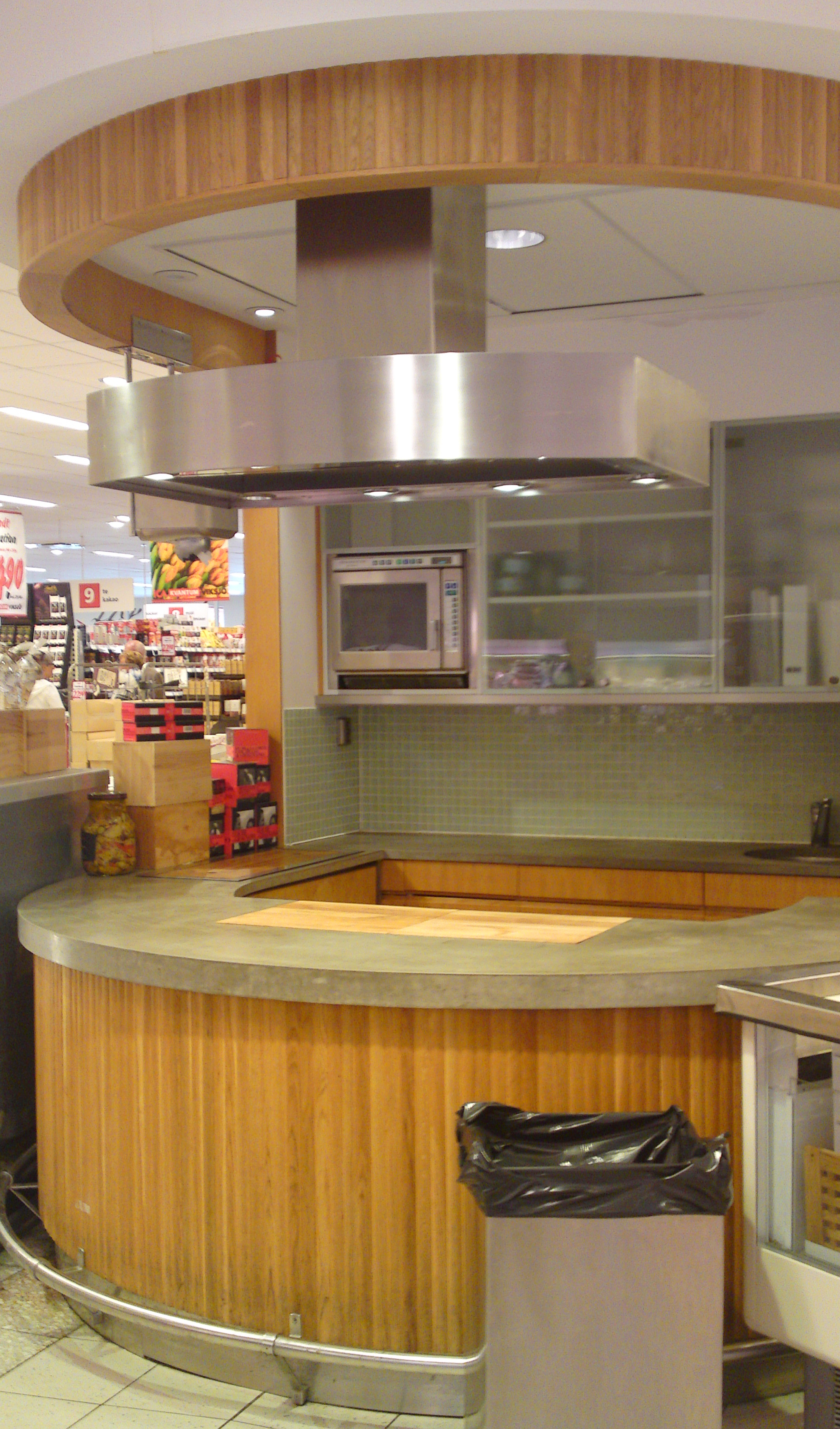
Permanent demokök

Demobord, demonstrationsbord, demodisk eller presentationsbord är ett mobilt bord som används i detaljhandeln och på mässor för demonstration av nya varor och koncept. Dessa bord görs i olika storlekar och material (trä, spån, kartong, aluminium och plast), permanenta eller delbara (vissa med tillhörande mjukt fodral eller i hård resväskmodell) och med eller utan: hyllor, skåpdörrar, lådor, sidklaffar och hjul. De kan påminna om ett minikök, då vissa modeller är försedda med spis, mikrovågsugn eller ugn. En del bord har även en slask med rinnande vatten som leds genom en vattenpump som står placerad på en underhylla. När vatten inte används, övertäcks slasken med en tillhörande platta.
Gemensamt för samtliga demobord är höjden, som ligger mellan 90 och 93 cm, inte att förväxla med barbord som är 105 cm höga. Höjden på borden är anpassad till personer med normallängd, för att undvika förslitningsskador på bland annat rygg och axlar. Ett vanligt mått på bordsskivan är 120x60 cm. Demobord med en bredd under 60 cm rekommenderas ej för bland annat demonstrationer där matlagning ingår, eftersom det kan bli svårt att få plats med de attiraljer som eventuellt ska ingå i aktiviteten. 
Vissa livsmedelsaffärer har egna permanenta demokök, där förutom spis, ugn och mikrovågsugn (i de flesta fall), även rinnande vatten, diskho och kylskåp kan ingå.
Finns inte demobord att tillgå i en livsmedelsaffär går det att bygga ett genom att stapla upp-och-nervända brödbackar (ej andra backar) tills en höjd på 90-93 cm uppnås. Två backhögar tillsammans är att föredra. Sen förses backstaplarna med en kartongbit på ovansidan, för stabilitet. Efter det kläs staplarna med en duk i tyg, plast eller papper. Till hjälpmedel används till exempel en sax, tejp och en häftapparat. Därefter kan även bordet omsvepas med en wellpappvepa.
Vissa butiker använder sig istället av staplade svarta eller grå plastpallar, men de är betydligt ostadigare, eftersom pallarna inte går att förankra i varandra. Ska pallstapeln flyttas, eller något/någon stöter mot den, så kan pallarna gå isär (kan även hända med brödbackar). Det finns även butiker som har skräddarsydda plastöverdrag till sina backar/pallar, som lätt kan tas på och av.
Dessvärre är inte brödbacks- och palldemoborden att föredra, eftersom det påverkar demonstratörens arbetsställning negativt. De står då med ryggen i lätt framåtlutat läge, som innebär en påfrestning för ryggraden, eftersom demonstratören inte kan placera sina fötter under backar och pallar då hjul saknas. Dessutom är det direkt olämpligt att placera spisar på staplarna på grund av olycksrisken, som heller inte täcks av någon försäkring.